# Bašgali
Bašgali (Bashgali, kât'a, kântozi, Katir), jedna od nuristanskih etničkih grupa u dolinama řâmg'al i kul'em u zapadnom Nuristanu, Afganistan. Sami sebe danas vole nazivati samo kao Nuristanci. Paštunci ih nazivaju kântozi, a Robertson ih (1896) bilježi pod nazivom Katir. Ime Bashgali dolazi od khowarskog bašgali, osoba iz Bašgala.
Bashgali-populacija iznosi između 30.000 i 40.000 u dolinama kt'ivi (Kântivâ) u središnjem Nuristanu, řâmg'al i kul'em u zapadnom Nuristanu i bazenu lânDâi s'in. Dio ih također živi u Pakistanu (Chitral).

## Sela
Dolina kt'ivi: kt'ivi, âsp'iT, mum;
Dolina řâmg'al (Ramgal): p'egal, kur'oc, gâm'ato, sk'unu, ân'iS, kan'egal, kavar'ać, kiv'iST, man'ül, l'inâř, bas'aidar, šâl'âdur, âć'agar, guln'aSo, štur, gâD'u, râr'o, pâC'o, gaz'in, p'uSol, âT'eTi;
Dolina kul'em: pâřg'al, S'ukâř, kul'em;
Bazen lânDâi s'in: p'eřuk, parst'om, câp'i, âvl'egul, badam'uk, baj'anCo, břag'amâTol, šütg'ül, âpć'âi, pSav'or, âT'eTi, bad'avon, pć'igřom;
Chitrâl: brum'utul, kun'iST i gâb'ur.

## Jezik
Jezik kati kojim Bašgali govore ima nekoliko dijalekata, to su istočni kativiri (shekhani) i zapadni kativiri, a pripada nuristanskoj podskupini indoarijskh jezika. Mumviri je možda poseban jezik.

## Život i običaji
Domovina Bašgalija prostire se južno od Hindukuša, a njihova kultura, život i običaji nalik je ostalim nuristanskim skupinama. Uzgoj stoke i zemljortadnja glavna su im zanimanja. Nalik i nekim drugim stočarskim narodima nomadski se sezonski kreću sa svojim stadima prema svježim planinskim pašnjacima. Selo je temeljna jedinica bašgali-zajednice. Posao se prema spolu dijeli na muški i ženski. Vjera je muslimanska, a islam su prihvatili u 9. stoljeću, kada i ostale nuristanske skupine.